# 弗朗索瓦·費比斯
弗朗索瓦·費比斯（法語：François Fébus；約1469年—1483年1月7日），又稱法蘭西斯科·德·富瓦（西班牙語：Francisco I de Foix），是1472年至1483年期間的富瓦伯爵及1483年至1517年期間納瓦拉王國的國王（稱弗朗索瓦一世）。

## 簡歷
法蘭西斯科是維亞納親王加斯頓與瓦盧瓦的瑪格達萊娜的兒子、納瓦拉女王萊昂諾爾的孫子。
在他短暫的統治內一直受母親瑪德琳的保護，期間納瓦拉王國日益感受到被西班牙吞併的軍事壓力。1483年，费比斯在吹奏樂器後忽然死去，年僅13歲；一說他是被下毒而死。